# Arte Novecento
Arte Novecento è il secondo album della progressive death metal/gothic metal band italiana Novembre.

## Tracce
1. Pioggia... January Tunes
2. Homecoming
3. Remorse
4. Stripped (cover dei Depeche Mode)
5. Worn Carillon
6. A Memory
7. Nursery Rhyme
8. Photograph
9. Will
10. Carnival

## Formazione

### Gruppo
- Carmelo Orlando - chitarra, voce
- Giuseppe Orlando - batteria
- Fabio Vignati - basso